# Giada e le mille esperienze
Giada e le mille esperienze è un singolo del cantautore italiano Francesco Sarcina, pubblicato il 16 maggio 2014 come quarto estratto dal primo album in studio Io.

## Video musicale
Il videoclip è stato pubblicato il 23 giugno 2014 attraverso il canale YouTube del cantante. Nel video compare una ragazza girare per varie parti d'Italia, tra cui Milano.